# A Very Lonely Solstice
A Very Lonely Solstice (с англ. — «Очень одинокое солнцестояние») — первый концертный альбом американской инди-фолк-группы Fleet Foxes, выпущенный 10 декабря 2021 года лейблом ANTI- Records. Впервые он был показан в прямом эфире как предварительно записанный концертный фильм 21 декабря 2020 года.

## Предыстория и релиз

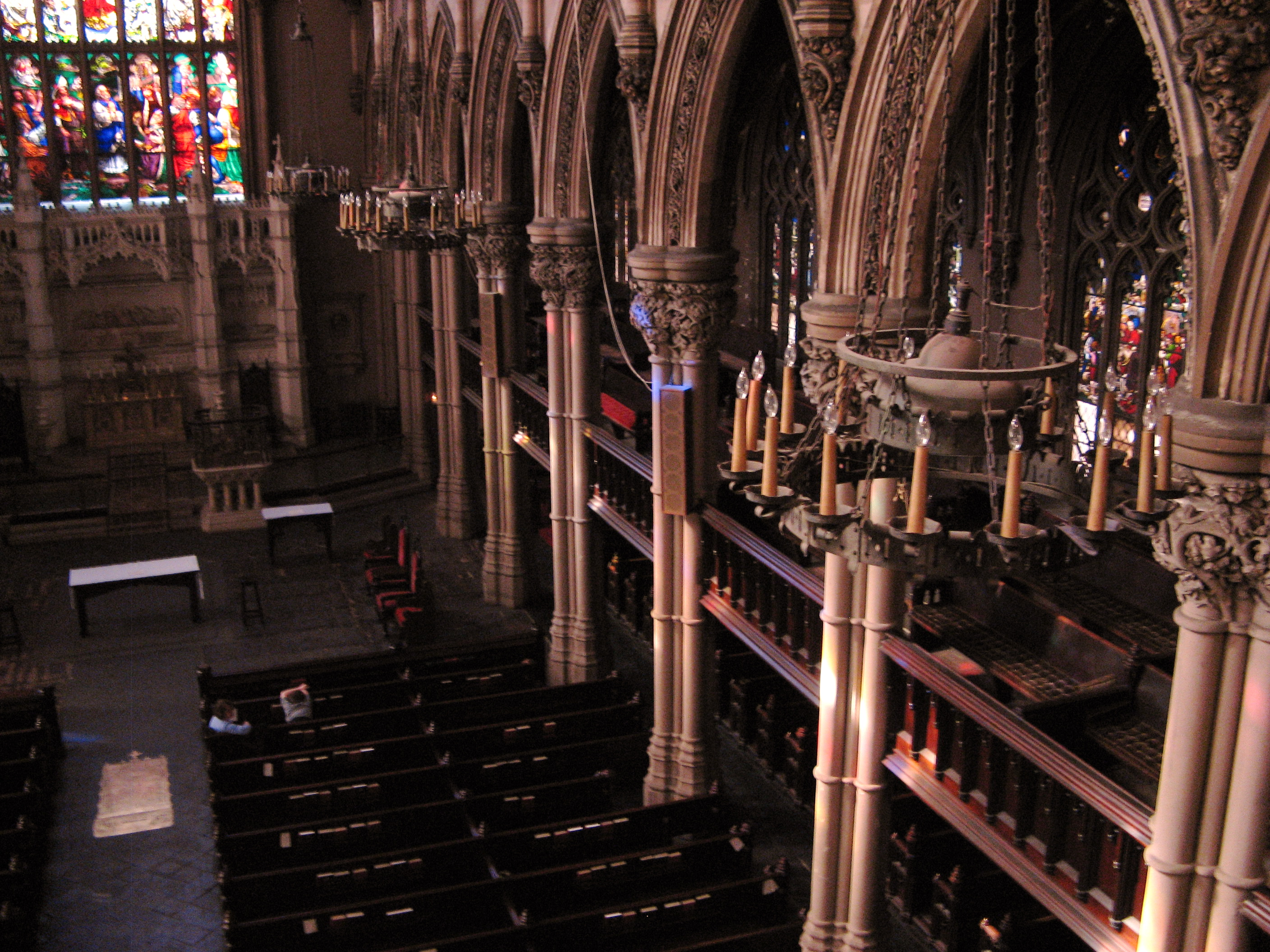
Интерьер церкви Святой Анны и Святой Троицы в Бруклине, Нью-Йорк

22 сентября 2020 года Fleet Foxes выпустили свой четвёртый студийный альбом Shore. О его выходе было объявлено за день до релиза, и он был намеренно выпущен ровно в день осеннего равноденствия. Он стал продолжением альбома 2017 года Crack-Up и первым релизом группы на лейбле Anti- Records. Это был второй альбом группы с момента воссоединения в 2016 году после трёхлетнего перерыва.
Виртуальный, предварительно записанный концерт под названием A Very Lonely Solstice был показан в прямом эфире в 9 часов вечера по восточному времени 21 декабря 2020 года, что совпало с зимним солнцестоянием. На концерте вокалист Робин Пекнольд выступил с акустическим сольным сетом в церкви Святой Анны и Святой Троицы в Бруклине. Концерт начинается с исполнения песни «Wading in Waist-High Water» с участием хора Resistance Revival Chorus, коллектива женщин и небинарных певцов. Остальную часть выступления Пекнольд исполняет соло на акустической гитаре. На концерте прозвучат песни из альбома Shore и старые песни Fleet Foxes, а также кавер-версии традиционной народной баллады «Silver Dagger» и песни Bee Gees «In the Morning». Альбом A Very Lonely Solstice посвящён Сэму Джейну из группы Love as Laughter.
6 декабря 2021 года Fleet Foxes объявили о выпуске нового концертного альбома под названием A Very Lonely Solstice. Альбом был выпущен в цифровом виде 10 декабря 2021 года на лейбле Anti- Records. Концертный фильм был также доступен для потокового воспроизведения на YouTube в тот же день, а винил и CD были выпущены 1 июля 2022 года на лейбле Anti- Records.

## Отзывы
| Оценки критиков     | Оценки критиков |
| Источник            | Оценка          |
| ------------------- | --------------- |
| American Songwriter | [ 8 ]           |
| Uncut               | 8/10            |

Альбом Shore получил положительные отзывы критиков.
Китти Эмпайр из The Observer написала: «Даже без фирменных гармоний своей группы фронтмен Fleet Foxes Робин Пекнольд освещает эту самую мрачную зиму». Эмпайр, однако, посетовала на недостаточное использование хора Resistance Revival Chorus. Питер Уоттс из Uncut оценил альбом в 8 баллов из 10, написав: «Пекнольд способен обеспечить захватывающее выступление, мрачное, но никогда не скучное, особенно великолепно трио в середине сета: „Helplessness Blues“, „Silver Dagger“ и „Featherweight“». Ли Циммерман из журнала American Songwriter написал: «Тот факт, что выступление было записано во время зимнего солнцестояния, добавляет атмосферу, которая подчёркивает меланхоличное настроение одиноких плачей Пекнольда».

## Список композиций
Слова и музыка всех песен — Robin Pecknold, кроме указанных.
| №                   | Название                                                                  | Длительность |
| ------------------- | ------------------------------------------------------------------------- | ------------ |
| 1.                  | «Wading in Waist-High Water» (при участии хора Resistance Revival Chorus) | 2:10         |
| 2.                  | «Sunblind»                                                                | 4:24         |
| 3.                  | «In the Morning» (Barry Gibb)                                             | 2:12         |
| 4.                  | «Tiger Mountain Peasant Song»                                             | 3:53         |
| 5.                  | «Maestranza»                                                              | 2:55         |
| 6.                  | «Helplessness Blues»                                                      | 5:03         |
| 7.                  | «Silver Dagger» (народная)                                                | 3:42         |
| 8.                  | «Featherweight»                                                           | 3:47         |
| 9.                  | «A Long Way Past the Past»                                                | 3:44         |
| 10.                 | «Blue Spotted Tail»                                                       | 3:08         |
| 11.                 | «If You Need to, Keep Time on Me»                                         | 2:55         |
| 12.                 | «I'm Not My Season»                                                       | 3:10         |
| 13.                 | «Can I Believe You» (при участии хора Resistance Revival Chorus)          | 3:59         |
| Общая длительность: | Общая длительность:                                                       | 45:02        |

## Чарты

### Еженедельные чарты
| Чарт (2022)                                  | Высшая позиция |
| -------------------------------------------- | -------------- |
| Бельгия/Фландрия (Ultratop)                  | 104            |
| Шотландия (Scottish Albums Chart)            | 35             |
| Швейцария (Schweizer Hitparade)              | 57             |
| Великобритания (UK Independent Albums Chart) | 8              |